# Lawn bowls nos Jogos da Commonwealth de 2014

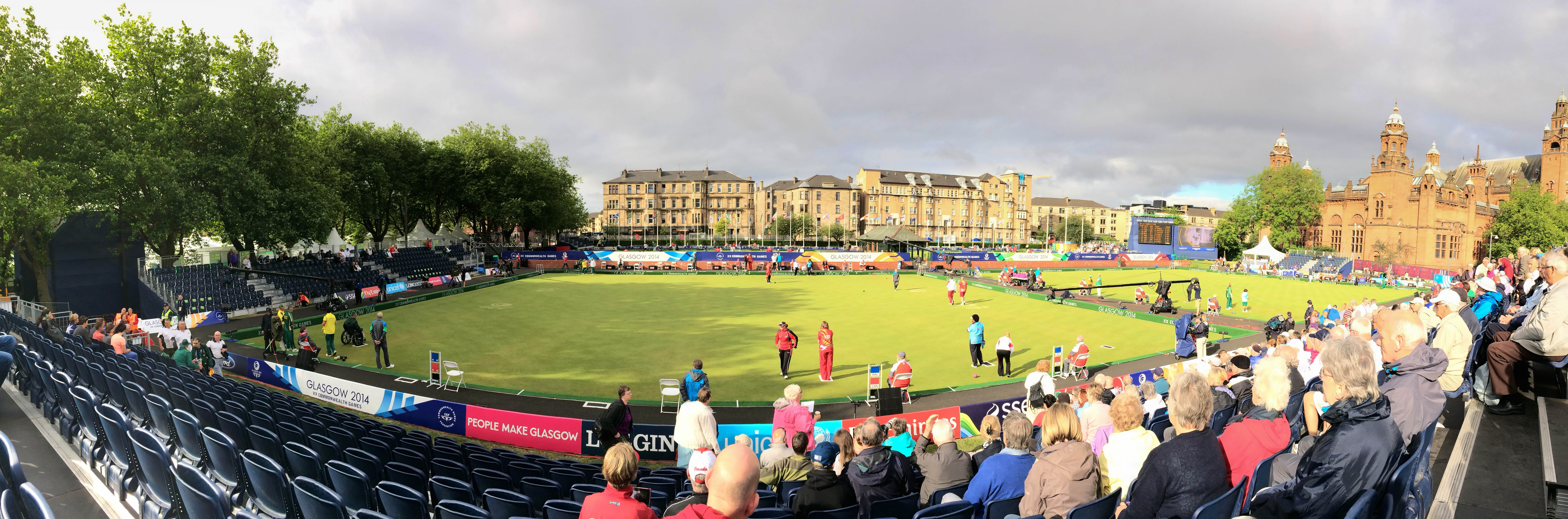
Kelvingrove Lawn Bowls Centre

O lawn bowls nos Jogos da Commonwealth de 2014 foi realizado em Glasgow, na Escócia, entre 24 de julho e 1 de agosto. Dez eventos foram disputados no Kelvingrove Lawn Bowls Centre, sendo que pela primeira vez dois deles foram para atletas com deficiência.

## Medalhistas
Masculino
| Evento    | Ouro                                                                | Prata                                                                     | Bronze                                                             |
| Simples   | Darren Burnett SCO Escócia                                          | Ryan Bester CAN Canadá                                                    | Aron Sherriff AUS Austrália                                        |
| Duplas    | Paul Foster Alex Marshall SCO Escócia                               | Muhammad Hizlee Abdul Fairul Izwan Abd Muin MAS Malásia                   | Andrew Knapper Sam Tolchard ENG Inglaterra                         |
| Trios     | Prince Neluonde Petrus Breitenbach Bobby Donnelly RSA África do Sul | Paul Daly Neil Mulholland Neil Booth NIR Irlanda do Norte                 | Paul Taylor Jonathan Tomlinson Marc Wyatt WAL País de Gales        |
| Quartetos | David Peacock Neil Speirs Paul Foster Alex Marshall SCO Escócia     | John McGuinness Andrew Knapper Stuart Airey Jamie Chestney ENG Inglaterra | Wayne Ruediger Brett Wilkie Nathan Rice Matt Flapper AUS Austrália |

Feminino
| Evento    | Ouro                                                                  | Prata                                                                            | Bronze                                                            |
| Simples   | Jo Edwards NZL Nova Zelândia                                          | Natalie Melmore ENG Inglaterra                                                   | Colleen Piketh RSA África do Sul                                  |
| Duplas    | Tracy-Lee Botha Colleen Piketh RSA África do Sul                      | Jamie-Lea Winch Natalie Melmore ENG Inglaterra                                   | Mandy Cunningham Barbara Cameron NIR Irlanda do Norte             |
| Trios     | Ellen Falkner Sian Gordon Sophie Tolchard ENG Inglaterra              | Lynsey Clarke Kelsey Cottrell Karen Murphy AUS Austrália                         | Susan Nel Esme Steyn Santjie Steyn RSA África do Sul              |
| Quartetos | Esme Steyn Santjie Steyn Tracy-Lee Botha Susan Nell RSA África do Sul | Emma Firyana Saroji Nur Fidrah Noh Nor Hashimah Ismail Azlina Arshad MAS Malásia | Selina Goddard Amy McIlroy Val Smith Mandy Boyd NZL Nova Zelândia |

EAD
| Evento                | Ouro                                                                         | Prata                                                           | Bronze                                                       |
| Duplas misto B2/B3    | Gwen Nel Annatjie van Rooyen Geoff Newcombe Herman Scholtz RSA África do Sul | David Thomas Ron McArthur Robert Conway Irene Edgar SCO Escócia | Tony Scott Bruce Jones Joy Forster Peter Scott AUS Austrália |
| Trios aberto B6/B7/B8 | Deon van de Vyver Roger Hagerty Lobban Derrick RSA África do Sul             | Lynda Bennett Barry Wynks Mark Noble NZL Nova Zelândia          | Bob Love David Fisher Paul Brown ENG Inglaterra              |

## Quadro de medalhas
| Ordem | País             | Medalha de ouro | Medalha de prata | Medalha de bronze | Total |
| ----- | ---------------- | --------------- | ---------------- | ----------------- | ----- |
| 1     | África do Sul    | 5               |                  | 2                 | 7     |
| 2     | Escócia          | 3               | 1                |                   | 4     |
| 3     | Inglaterra       | 1               | 3                | 2                 | 6     |
| 4     | Nova Zelândia    | 1               | 1                | 1                 | 3     |
| 5     | Malásia          |                 | 2                |                   | 2     |
| 6     | Austrália        |                 | 1                | 3                 | 4     |
| 7     | Irlanda do Norte |                 | 1                | 1                 | 2     |
| 8     | Canadá           |                 | 1                |                   | 1     |
| 9     | País de Gales    |                 |                  | 1                 | 1     |
| TOTAL | TOTAL            | 10              | 10               | 10                | 30    |